# 气旋杜马奇尔
强烈热带气旋杜马奇尔（英語：Intense Tropical Cyclone Dumazile）是2018年3月上旬在马达加斯加和留尼汪引发洪灾的强烈熱帶氣旋，2月27日由西南印度洋阿加萊加群島附近的低气压区发展而成。系统3月2日凝聚成热带扰动，次日升级热带风暴并获名。此后两天杜马奇尔因外界环境有利迅速增强，3月5日达到十分钟持续风速每小时165公里、一分钟持续风速每小时205公里、中心气压945毫巴（百帕，27.91英寸汞柱）最高强度，属强烈热带气旋。此后几天风切变增强，向东南移动的杜马奇尔稳步减弱，3月7日转为後熱帶氣旋并于3月10日在凯尔盖朗群岛附近消散。
杜马奇尔在氣旋貝吉塔不到两个月后吹袭留尼汪，重建和桥梁修复工程暂停。倾盆大雨在全岛各地引发重大洪灾，萨拉齐降雨量高达1600毫米。洪水、山体滑坡、树木倒塌重创留尼汪公路网，对山地和沿海地区交通影响尤为严重，部分公路修复工作大幅倒退。大浪侵蚀海岸令海滨基础设施坍塌、海滩封闭。海浪还令港口受损，垃圾堵塞圣吉勒港。洪水与狂风摧毁庄稼，农业损失约三百万欧元。留尼汪四月又遭受气旋法基尔摧残，对灾后恢复雪上加霜。
马达加斯加北岸和东岸降雨量约210毫米，图阿马西纳因一月气旋艾娃受损的排水系统不堪重负引发洪灾，风暴期间部分市区停电。重大洪灾在第亞那區阻塞道路、淹没民宅，还令农作物受损。马达加斯加六号国道灾情特别严重，18米道路坍塌，还发生多起事故和故障。狂风刮倒沿海城镇的树木并侵蚀海滩，房屋和基础设施受损。洪水淹没安巴拉沃拉区，污水流经众多社区。风暴夺走马达加斯加两条人命，安科隆德拉诺和安巴拉沃拉各一人。

## 发展历程
2018年2月27日，熱帶輻合帶的大规模扰动天气在西南印度洋阿加萊加群島附近催生广阔低气压区。系统在阿加萊加群島与特罗姆兰岛间漂移并逐渐凝聚，法国气象局留尼汪分局协调世界时3月1日凌晨0点把低气压区划为扰动天气区。当晚雷暴活动加剧，结合东风爆发进一步发展，留尼汪分局UTC3月2日早上六点把系统归为六号热带扰动，聯合颱風警報中心在同一时间把系统划为热带低气压。受南北两面方向相反的转向气流影响，扰动天气当天的移动路线呈小规模顺时针环路。系统继续组织，形成蜿蜒雨带。留尼汪分局认为周边风切变少、相对湿度高、外流显著，环境非常利于热带气旋增强。联合台风警报中心称UTC3月2日12点气旋开始产生第小时65公里一分钟持续风速，已属热带风暴。UTC3月3日零点，留尼汪分局根据散射仪数据把扰动天气升级热带风暴并起名“杜马奇尔”。
受东侧高壓脊形成影响，风暴3月3日朝西南移动并继续增强，西侧小股干燥空气令覆盖下层环流中心的雷暴减弱，但很快又因风切变少迅速在中心上空发展。3月4日气旋强化速度加快，内部核心开始收紧，最大风速半径缩小，留尼汪分局UTC六点将杜马奇尔升级强烈热带风暴。3月4日晚的微波卫星图像呈现刚成型的风眼墙，留尼汪分局认为风暴已于UTC18点达到热带气旋强度。风暴转向东南偏南，向东绕过高压脊边缘，同期大幅增强直至3月5日清晨，風眼越来越清晰。留尼汪分局估计杜马奇尔在UTC12点达到十分钟持续风速每小时165公里、最低气压945毫巴（百帕，27.91英寸汞柱）最高强度，属强烈热带气旋，阵风时速高达230公里；联合台风警报中心估计此时风暴一分钟持续风速达每小时205公里。气旋已经非常强烈，但风眼整体呈椭圆形，估计是西北部环流受马达加斯加山地影响所致。3月5日杜马奇尔从距留尼汪约385公里海上经过，这也是气旋距该岛最近的距离。
上层低壓槽令风暴上空北向风切变增多，杜马奇尔达到最高强度后几乎马上开始减弱。3月6日气旋与上层低压槽相互影响，风眼彻底坍塌，UTC18点杜马奇尔已降级热带风暴。干燥空气与风切变很快就把雷暴限制在气旋东南向限，留尼汪分局宣布UTC3月7日0点杜马奇尔已转为後熱帶氣旋。联合台风警报中心UTC12点把杜马奇尔划入副热带风暴，3月7日晚气旋加速朝东南进入中纬度西風帶，开始转变成溫帶氣旋。UTC3月8日18点联合台风警报中心停止追踪，留尼汪分局继续监控UTC3月9日六点完成转变的杜马奇尔。次日风暴残留经过凯尔盖朗群岛以北，留尼汪分局中止跟踪。
2018年众多热带气旋逼近留尼汪，如气旋艾娃、贝吉塔、杜马奇尔、法基尔，令岛屿上空中高层云系大幅减少。馬登－朱利安振盪与热带气旋杜马奇尔、伊莱基姆、法基尔共同导致湿气西进，2018年3至4月在肯尼亚产生大量降水。

## 防灾措施、影响、善后

### 留尼汪
3月4日留尼汪收到气旋预警，当地时间次日下午六点中止，风暴此时已逐渐远离。3月6日岛上学校和企业继续关闭。圣保罗与圣勒部分学府因道路维持封闭暂未开放，其他学校均在3月7日恢复运作。留尼汪普降暴雨，大岛24小时降雨量达990毫米；火山公路、棕榈平原、锡拉奥同期均有可观降水。留尼汪公路网遭受严重破坏，各地道路出现山体滑坡、洪灾、树木倒塌。岛上东西走向交通全靠平原公路，其他道路均发生洪灾。
风暴过后沿海与山地公路封闭，山体滑坡令部分路段堆满各种垃圾。大浪导致海水淹没沿海公路四条车道，俯瞰沿海公路的悬崖均有约150毫米降水，促使当局在恢复通行前检查。暴雨甚至在咖啡平原形成大湖。洪水淹没或冲垮许多桥梁，锡拉奥与萨拉齐众多道路被淹。ReNovRisk计划利用萨拉齐盆地三个地震台测量微地震数据，判断河流带走的沉積物含量。布列塔尼两个社区发生山体滑坡，山区还有围墙倒塌。圣玛丽皮顿卡鲁克斯区山体滑坡困住约十户居民。
沿海巨浪摧毁圣玛丽港的船只，黑岩海滩全部被淹。海滩围栏和通向北面海滨区的通道倒塌。海浪卷走大量沙子，露出海滨区地基。MNS海滩监测站和三座用于发布信号的天线塔受损，救援工作无法开展，救生站关闭。风雨卷走西塞勒高原遮盖庄稼的苫布，萨拉齐雨量高达1600毫米，附近庄稼全部被毁。气旋贝吉塔过后新栽的作物同样毁于一旦，导致瓜果蔬菜短缺。留尼汪的农业损失总额约330万欧元。倒塌的树木砸中圣但尼两所幼儿园，圣约瑟夫发布警示，告诫市民饮用开水，勿饮生水。萨拉齐部分区域没有饮用水，圣伯努瓦当局预计停电后供水也会中断。。肖德龙的圣克洛蒂尔德社区低洼地区风暴期间被淹。勒唐蓬的临时屏障失窃，后在水沟找到。
各种垃圾堵塞风暴期间受损的圣吉勒港，锡拉奥桥梁修复工作因天气恶劣暂停。锡拉奥居民用梯子搭建临时桥梁营救约四百被困的外地人，怒之岛也有百人依靠这种方法脱困。经历气旋贝吉塔和杜马奇尔双重打击后，博伊斯法院通往格兰德盆地的小径封闭。当局计划三月开始修复悬崖，四月恢复通行。多斯德安－杜克斯布拉斯徒步旅行小径经历贝吉塔、杜马奇尔、法基尔三重打击，直到7月17日才重新开放。气旋艾娃、贝吉塔、杜马奇尔反复引发山体滑坡，留尼汪五号国道怒之岛路段持续数月无法通车。风暴期间两座受损桥梁的重建项目耗资约一亿欧元，但当地法律禁止在圣艾蒂安河使用机械施工，面对检察官起诉威胁当局中止项目，结果停工招来1500人抗议。五号国道后来恢复通车，但长时间封闭促使当局2020年12月提议采取各种措施保护该路免遭恶劣天气影响。圣保罗当局用巨石建造屏障，还需修复了望台和通向北面海滨区的坡道，估计项目耗资约4.6万欧元。为防人员受伤，3月19日至4月6日海滩关闭。当局拨款约230万欧元，援助气旋贝吉塔、杜马奇尔、法基尔的受灾农民。

### 马达加斯加
面对风暴的恶劣天气威胁，阿那拉蘭基羅富區、阿齊那那那區、第亞那區、薩瓦區、索非亞區、法拉凡加納區、努西瓦里卡區、馬納卡拉、馬南扎里區、武希佩努區、马哈赞加一区收到黄色预警。第亚那区、貝阿拉納納區、安塔拉哈區、安楚希希區、马哈赞加一区、馬哈贊加二區后收到暴雨和红色预警。杜马奇尔逐渐远离该国之际，阿那拉兰基罗富区、阿齐那那那区、萨瓦区收到蓝色预警。马达加斯加东北沿海累计降水约210毫米。美国国家航空航天局全球降水测量卫星利用双频降水雷达在该国测得每小时160毫米雨量，近海雨带每小时216毫米。马达加斯加北部沿海单日降雨量100至150毫米，东岸达250毫米。棕榈平原的48小时雨量最高，达356毫米。马南帕特拉纳河与马提塔纳纳河接近警戒水位，当局发布黄色预警。
图阿马西纳因一月气旋艾娃受损的排水系统不堪重负引发洪灾，多地洪水深至膝盖。洪水淹没该市曼加拉诺、安德拉诺马迪奥区、塔南博二区、安基里希里区。3月4日图阿马西纳停电，图阿马西纳大学学生出于不满焚烧轮胎，用石头砸中三轮路过的汽车。民居、网吧、零售店遭遇抢劫和破坏，当局拘留至少19名学生，学校后开除四人。图阿马西纳港事务因风暴过境延误。狂风暴雨肆虐图阿马西纳至圣玛丽地区，房屋、路灯、金属板受损。
第亚那区降下瓢泼大雨，洪水淹没貝島低洼地区，多地无法通行。该岛警局暂时禁止香水岛至安基菲港的海上运输。官员要求洪水易发和已经发生洪灾的地区人员疏散，安帕辛达瓦与扎曼扎尔均为风暴灾民设立避难所。安班加和安比盧貝河流溢出，淹没民宅和田地。暴涨的河水淹没桥梁，道路无法通行，堤防面临坍塌风险。马达加斯加六号国道因暴雨频发事故，车辆出现故障；卡车正好阻塞伊塞西附近公路，另外约20辆卡车无法通过。狂风刮倒沿海城镇的树木并侵蚀海滩，住宅与庄稼受损。洪水淹没安巴拉沃拉区，污水流经众多社区，化粪池的固体和液体垃圾招摇过市。安科隆德拉诺某男子跌入安德里安塔尼运河后丧生，安巴拉沃拉某男子滑倒时头部撞到岩石，后伤重不治。安班加、安比卢贝、贝岛、图阿马西纳二区的CISCO学府，以及马南扎里区、努西瓦里卡区的ZAP学府因水位过高停课。杜马奇尔逐渐远离马达加斯加之际，当局仍然禁止东部沿海的海上运输。
图阿马西纳市民为保护财产留在家里，不愿前往避难所。地方政府迟迟未向灾民提供援助引来批评。六号国道安比卢贝至安齊拉納納路段风暴期间因洪灾受损，3月13日恢复通行。伊塞西18米路段坍塌，当局临时安装20米倍力橋恢复通车。六号国道封闭令安齐拉纳纳汽油运输中断，油料短缺导致加油站外的长队持续数天，汽油定量供应以防存储不当危及安全。当地电网供应量不足，基础用电都难以保证。